# 尼古拉·察加
尼古拉·察加（羅馬尼亞語：Nicolae Țaga，1967年4月12日—），罗马尼亚男子赛艇运动员。他曾代表罗马尼亚参加1992年和1996年夏季奥林匹克运动会赛艇比赛，获得一枚金牌和一枚铜牌。